# El Porvenir, Chahuites
El Porvenir är en ort i Mexiko.   Den ligger i kommunen Chahuites och delstaten Oaxaca, i den sydöstra delen av landet, 600 km sydost om huvudstaden Mexico City. El Porvenir ligger 12 meter över havet och antalet invånare är 141.
Terrängen runt El Porvenir är platt åt sydost, men åt nordväst är den kuperad.  Trakten runt El Porvenir är nära nog obefolkad, med mindre än två invånare per kvadratkilometer. Närmaste större samhälle är Chahuites, 7,3 km nordost om El Porvenir. 